# Pedro Asúa Mendía
Pedro Asúa Mendía (30. srpna 1890, Balmaseda – 29. srpna 1936, Liendo) byl španělský římskokatolický kněz, architekt a inženýr, zavražděný během španělské občanské války. Katolická církev jej uctívá jako blahoslaveného mučedníka.

## Život
Narodil se dne 30. srpna 1890 ve španělském městě Balmaseda (provincie Bizkaia). Jeho rodiče byli Isidro Luis Asúa y San Millán a Francisca Mendía y Conde. Pokřtěn byl ještě v týden svého narození.
Po dokončení základního vzdělání studoval v letech 1906–1914 na architekta. Roku 1915 pak promoval. Poté působil nějakou dobu jako architekt. Brzy však pocítil touhu stát se knězem.
Svoji formaci na kněžském semináři zahájil v říjnu roku 1919. Teologii studoval nejprve v Madridu a později ve Vitorii. V prosinci roku 1923 přijal jáhenské svěcení a dne 14. června 1924 byl vysvěcen na kněze. Působil v diecézi Vitoria. Za pontifikátu papeže Pia XI. obdržel titul monsignore.
Dne 25. srpna 1936 byl kvůli španělské občanské válce nucen prchat. Dne 29. srpna 1936 však byl milicionáři v obci Liendo chycen a zastřelen. Před smrtí svým vrahům ještě požehnal znamením kříže. Dne 31. července 1938 byly jeho ostatky exhumovány a uloženy do hrobky v Balmasedě. Roku 1955 byly jeho ostatky přeneseny do kaple ve Vitorii.

## Úcta
Jeho beatifikační proces započal 14. prosince 1960. Dne 27. ledna 2014 podepsal papež František dekret o jeho mučednictví.
Blahořečen pak byl dne 1. listopadu 2014 v katedrále Neposkvrněné Panny Marie ve Vitorii. Obřadu předsedal jménem papeže Františka kardinál Angelo Amato.
Jeho památka je připomínána 29. srpna. Bývá zobrazován v kněžském oděvu. Je patronem architektů, inženýrů a pronásledovaných křesťanů.